# Fenyő Emil
Fenyő Emil, született: Fried Emil (Magyarkanizsa, 1889. március 18. – Budapest, 1980. augusztus 15.) magyar színész, filmrendező.

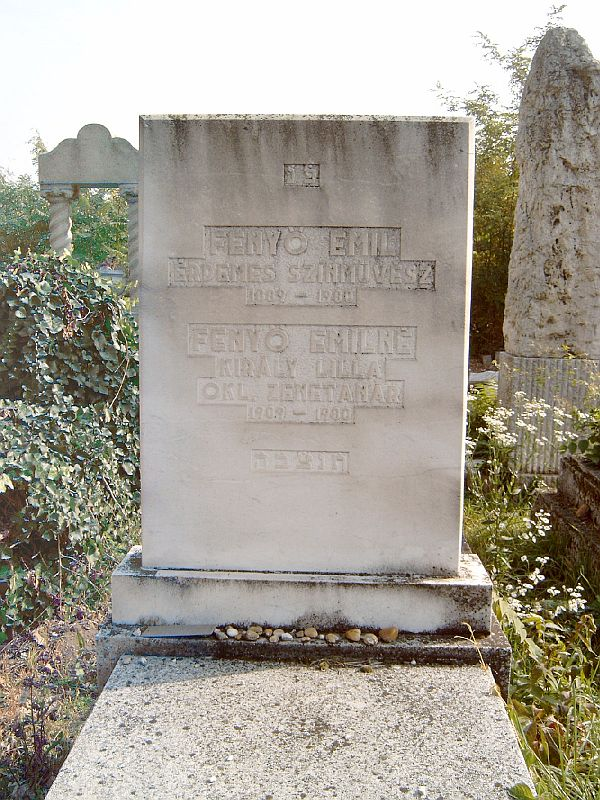
Fenyő Emil sírja a Kozma utcai izraelita temetőben

## Életpályája
Szülei Fried Mór és Popper Matild voltak. 1909-ben végzett az Országos Színészegyesület színiiskolájában. 1909 és 1910, valamint 1911 és 1912 között Nagyváradon volt színész. 1910–11-ben Szabadkán játszott, 1911–12-ben pedig Pozsonyban is szerepet kapott. 1913-tól 1916-ig Miskolcon lépett fel. 1917-ben a Vígszínház tagja lett, majd 1921-ben a Royal Orfeum színművésze volt. 1932 és 1933 között a Kamaraszínház, 1934-ben a Fővárosi Operettszínház társulatának volt tagja. 1936-tól 1938-ig a Belvárosi Színház és a Művész Színház tagja lett. 1945 és 1947 között a Vígszínházban és a Magyar Színházban szerepelt. 1948-ban a Modern Színházban volt látható, 1949-ben a Művész Színházban játszott. 1950–1964 között a Nemzeti Színház szerződtette. 1964-ben nyugdíjba ment, de 1974-ig szerepelt a színpadon.
Sírja a Kozma utcai izraelita temetőben található.

### Családja
Testvére Fenyő Aladár színész (1891–1981). Felesége Király Lilla (1909–1980) okleveles zenetanár volt. 1920–1930 között Piller Margit színésznő volt a házastársa.

## Színházi szerepei
A Színházi Adattárban regisztrált bemutatóinak száma: 36.
- Bíró Lajos: Felszállott a páva....Tarnay
- Balázs Béla: Mozart....Puchberg
- Sardou–Najac: Váljunk el!....Bafourdin
- Zsolt Béla: Nemzeti drogéria....Dr. Paulovics
- Bihari Klára: Férfi nélkül....Horváth
- Molnár Ferenc: Liliom....Berkovics; Liliom
- Molnár Ferenc: Az ördög....László
- William Shakespeare: Hamlet....Pap
- Csiky Gergely: Buborékok....Gombos
- Nagy Lajos: Új vendég érkezett....Kvassay
- William Shakespeare: III. Richárd....Lord Lovel
- Karinthy Ferenc: Ezer év....Dr. Demeter Andor
- Sartre: Főbelövendők klubja....Lerminter
- Fekete Gyula: Májusi felhők....Orvos
- Németh László: Galilei....Zacchia
- Marceau: A tojás....Barbedart
- Osborne: A komédiás....William Rice
- Gosztonyi János: Rembrandt....Dr. Bueno
- Trenyov: Ljubov Jarovaja....Báró
- Darvas József: Kormos ég....Zsakettes úr
- Kós Károly: Budai Nagy Antal....Gottfried
- William Shakespeare: Antonius és Kleopátra....Diomedes
- William Shakespeare: Sok hűhó semmiért....Ferenc barát
- William Shakespeare: Vízkereszt, vagy amit akartok....Egy tengerészkapitány
- Madách Imre: Az ember tragédiája....2. polgár; 1. udvaronc; Ékszerárus
- Tolsztoj: Élő holttest....Sztahovics
- Miller: A salemi boszorkányok....Hathorne bíró
- William Shakespeare: Othello....Gratiano
- Németh László: Az utazás....Kórházigazgató
- Katona József: Bánk bán....Myska bán
- William Shakespeare: Julius Caesar....Matellus Cimber
- Németh László: II. József....Lascy
- Darvas József: Részeg eső....Fodor Feri
- Pálfy–Kazimir: A magyar kérdés....Beaunde

## Filmjei

### Színészként
- Mire megvénülünk (1917)
- A bánya titka (1918)
- Páris királya (1918)
- Az aranyborjú (1918)
- A hazugság (1918)
- Éj és virradat (1919)
- A tizenegyedik (1920)
- Vörösbegy (1920)
- Az aranyszemű hölgy (1920)
- A szerelem mindent legyőz (1920)
- Romok között (1921)
- Leánybecsület (1923)
- Az ördög mátkája (1926)
- Rákóczi induló (1933)
- Egy éj Velencében (1934)
- Helyet az öregeknek (1934)
- Barátságos arcot kérek (1936)
- Az aranyember (1936)
- Évforduló (1936)
- Hetenként egyszer láthatom (1937)
- Úrilány szobát keres (1937)
- A 111-es (1938)
- Tanítónő (1945)
- Dalolva szép az élet (1950)
- Becsület és dicsőség (1951)
- Gyarmat a föld alatt (1951)
- Déryné (1951)
- Láz (1957)
- Sakknovella (1959)
- Csutak és a szürke ló (1961)
- Katonazene (1961)
- Két félidő a pokolban (1961)
- Már nem olyan időket élünk (1964)
- Rab Ráby (1964)
- A kőszívű ember fiai 1-2. (1964)
- A fehér Kór (1970)

### Rendezőként
- A tisztesség nevében (1920)
- A bostonville-i kaland (1920)

## Díjai
- Érdemes művész (1964)